# Isanthrene drucei
Isanthrene drucei là một loài bướm đêm thuộc phân họ Arctiinae, họ Erebidae.